# Trioza thibae
Trioza thibae är en insektsart som beskrevs av Jennifer L. Hollis 1984. Trioza thibae ingår i släktet Trioza och familjen spetsbladloppor.
Artens utbredningsområde är Kenya. Inga underarter finns listade i Catalogue of Life.